# Observatoire de l'université de Vilnius
 (février 2021).
Si vous disposez d'ouvrages ou d'articles de référence ou si vous connaissez des sites web de qualité traitant du thème abordé ici, merci de compléter l'article en donnant les références utiles à sa vérifiabilité et en les liant à la section « Notes et références ».
L'observatoire de l'université de Vilnius est un observatoire astronomique fondé en 1753 dans la ville de Vilnius en Lituanie. Il est le plus ancien observatoire de l'Europe de l'Est.

## Historique
L'observatoire de Vilnius fut créé à l'époque du grand-Hetman Michel Kazimierz Radziwill Rybenko de la puissante famille Radziwiłł du Grand duché de Lituanie.
C'est l'astronome et mathématicien lituanien Martin Odlanicki Poczobutt, recteur de l'université de Vilnius et correspondant de l'Académie des sciences de Paris, qui organisa le développement de ce nouvel observatoire astronomique, avec notamment la construction de deux tours d'observation. Son successeur, l'astronome Jan Śniadecki poursuivit le développement de l'observatoire et les recherches astronomiques associées.
Durant l'entre-deux-guerres fut étudié un projet visant à regrouper les observatoires universitaires de Vilnius et de Kaunas, mais la Seconde Guerre mondiale donna un coup d'arrêt à ce projet. Après la guerre, sous le régime de la République socialiste soviétique de Lituanie, plusieurs équipements scientifiques furent déplacés pour équiper d'autres observatoires astronomiques d'URSS. L'observatoire astronomique de Moletai, situé à une soixantaine de kilomètres au nord de Vilnius, reçut notamment le télescope de 63 cm de diamètre. Aujourd'hui, l'observatoire de Vilnius demeure un centre d'étude et de recherche pour le département d'astronomie de l'université de Vilnius.